# Académie des langues wallisienne et futunienne
L’Académie des langues wallisienne et futunienne (ALWF) est un établissement territorial fondé en 2015 afin de promouvoir le développement du wallisien et du futunien, langues autochtones de Wallis-et-Futuna.

## Historique
La création d'une académie des langues wallisienne et futunienne est longuement évoquée depuis les années 2000. Jack Lang alors ministre de l'Éducation nationale, explique en répondant à une question du sénateur walisien Robert Laufoaulu « La création par l'assemblée territoriale d'une académie de wallisien et d'une académie de futunien, appelées à mener des recherches sur le sujet, pourrait utilement contribuer à la reconnaissance de ces langues et au développement des travaux scientifiques indispensables en ce domaine ». Cette création de l'académie était d'abord imaginée dans une optique purement scolaire pour que ces langues puissent être incluses dans la Loi Deixonne, permettant ainsi la mise en place d'épreuves de ces deux langues au baccalauréat.
Ce n'est cependant qu'en 2015 qu'est votée par l'assemblée territoriale le financement et la construction par l’État de l'académie. Elle est inaugurée officiellement quatre ans plus tard le 5 mars 2019 par la ministre des outre-mer Annick Girardin. L'académie est dans un objectif de préservation le patrimoine culturel oral et de promotion de l'apprentissage de ces langues vernaculaires. 
Cette création d'une académie intervient dans un contexte de perte progressive de l'apprentissage des langues wallisienne et futunienne. Le territoire d'Outre-Mer n'est cependant pas celui le plus atteint, car les différentes traditions et coutumes implantées sur les deux îles gardent malgré tout un contact encore important avec ces langues vésiculaires. En 2019, la Wallisienne Fania Toa explique : « Contrairement à certaines régions de France, nos langues ne sont pas encore en danger mais nous restons vigilants ».  De plus, du fait de l'importante immigration de wallisiens et futunien vers la Nouvelle-Calédonie, il était d'un enjeu crucial pour la conserver de ces deux langues de pouvoir avoir une institution faisait ainsi le lien et permettant la continuité de celles-ci.

## Organisation
L'Académie des langues se situe dans le village de Aka'aka dans le district de Hahake, près de Mata Utu. Elle comprend une antenne à Wallis et une autre à Futuna. Elle se compose d'un conseil d'administration en présence des responsables et élus politiques du territoire. Mais l'académie possède également un conseil scientifique qui l'assiste dans ses travaux ainsi qu'un conseil des académiciens. 
Elle propose des cours de wallisien et de futunien et mène des travaux de normalisation linguistique, notamment autour du vocabulaire du numérique. Elle travaille en partenariat avec l'Académie des langues kanak, étant donné le nombre important de Wallisiens et Futuniens en Nouvelle-Calédonie.

### Membres
Cette première Académie comprend notamment :

#### Conseil scientifique
Le conseil composé de deux à six scientifiques permet d'assister l'académie dans ses travaux. Il est composé en 2022 de deux scientifiques.  
- Claire Moyse-Faurie, linguiste, chercheuse émérite au laboratoire de Langues et civilisations à tradition orale (LACITO CNRS / INALCO / Paris 3)
- Valelia Muni Toke (d), docteure en linguistique, chercheuse à l’Institut de recherche pour le développement et membre du laboratoire Structure et Dynamique des Langues (d) (SeDyL INALCO / CNRS).